# Das Wunder des Malachias
Das Wunder des Malachias ist ein Schwarz-Weiß-Film des deutschen Regisseurs Bernhard Wicki. Er wurde zum Teil in Gelsenkirchen und Düsseldorf gedreht und am 3. Juli 1961 in Berlin uraufgeführt. Der Film basiert auf dem Roman Das Wunder des Malachias (Originaltitel: Father Malachy’s Miracle) von Bruce Marshall. Das Wunder des Malachias war bei Weitem kein so großer Erfolg wie Wickis Film Die Brücke und ist heute nahezu in Vergessenheit geraten. Der Film zeichnet ein pointiertes Sittenbild der modernen Gesellschaft und insbesondere der Werbe- und Marktwirtschaft. Naiver Wunderglauben einerseits und skrupellose Geschäftemacherei werden mit teilweise schwarzhumorigem Wortwitz vorgeführt.

## Handlung
Neben einer Kirche in einer blühenden Industriestadt befindet sich die Eden-Bar, ein Vergnügungs-Etablissement, in dem Amüsier-Damen ein und aus gehen. Der weltfremde Mönch Pater Malachias sieht in dem Lokal einen Sündenpfuhl und betet zu Gott, er möge die Eden-Bar hinfortnehmen. Dieser erhört ihn prompt und versetzt das Gebäude mitsamt Bar und den darin befindlichen Personen auf eine Insel in der Nordsee. Dieses offensichtliche „Wunder“ zieht bald mehr und mehr Aufmerksamkeit auf sich. In den Medien machen verschiedene Personen aus Politik und Wissenschaft Erklärungsversuche, können jedoch die Unerklärlichkeit des Geschehens letztendlich nicht leugnen. Alles deutet darauf hin, dass tatsächlich Gott das Gebäude hinweggenommen hat. Die katholische Kirche steht dieser Auslegung kritisch gegenüber, da sie einen massiven Kontrollverlust in Glaubensfragen oder gar eine Blamage befürchtet, falls sich das ganze als Fälschung entpuppen sollte.
Währenddessen pilgern Gläubige aus aller Welt zum ehemaligen Standort der Bar. Um die Wunderstätte herum entsteht nach und nach ein Rummelplatz, auf dem viele Bürger der Stadt die Gunst der Stunde einfallsreich nutzen, um Geld zu verdienen, etwa durch den Verkauf angeblichen Wunderwassers, Malachias-Stollen und Modellen der Edenbar. Gleichzeitig beginnen Geschäfts- und Werbeleute mit der generalstabsmäßigen Vermarktung des „Wunders“. Die Geschichte wird medial ausgeschlachtet und kommerziell verwertet. Eine junge Frau, die sich in der fraglichen Nacht in der Bar befand, wird über Nacht zum Star.
Pater Malachias steht dem größer werdenden Rummel um das Wunder und seine Person hilflos gegenüber. Scharen von Journalisten drängen mit Interview-Wünschen auf ihn ein, die Kirche wird von Wundergläubigen belagert, die sich eine Segnung oder Berührung durch den Pater erhoffen. Der weltfremde Mann, der lange im Kloster lebte, wird mit diesen Auswüchsen der modernen, dekadenten Gesellschaft nicht fertig und bereut bald, Gott um das Wunder gebeten zu haben. 

Findige Investoren kaufen die Insel, auf der die Eden-Bar nun steht, und errichten um das Gebäude herum ein modernes Casino für die Reichen und Schönen. Während einer rauschenden Party fährt auch Pater Malachias zu der Insel und bittet am Strand verzweifelt um ein erneutes Wunder, um dem zügellosen Treiben endlich ein Ende zu machen. Tatsächlich versetzt Gott die Eden-Bar wieder an ihren alten Standort.

## Produktion
Der Film wurde vom 10. Oktober 1960 bis Ende Januar 1961 in den Ateliers Berlin-Tempelhof und im Filmatelier Göttingen gedreht. Drehorte der Außenaufnahmen waren Kiel, Hamburg, Bremerhaven, Gelsenkirchen, Düsseldorf, die Chemischen Werke Hüls und Sylt.
Einen besonderen Stellenwert nimmt der Film in Gelsenkirchen ein, wo viele zentrale Szenen gedreht wurden. Zudem wirkten viele Gelsenkirchener als Statisten mit. Die Kirche im Film ist die evangelische Altstadt-Kirche. Das Grundstück der Eden-Bar war eines der letzten Trümmergrundstücke der Stadt, auf dem die Bar lediglich als Kulisse aufgebaut wurde. Für das moderne Casino auf der Nordsee-Insel verwendete man das nahegelegene und damals gerade eröffnete Musiktheater im Revier, das mit der außergewöhnlichen Architektur von Werner Ruhnau und den Wandarbeiten von Yves Klein die ideale Kulisse bot. Auch das Hans-Sachs-Haus, ein weiterer prägender Bau der Gelsenkirchener Innenstadt, ist im Film zu sehen. Dazu kommen verschiedene Aufnahmen aus Gelsenkirchener Industriebetrieben (Fabrikhalle der Rheinstahl Eisenwerke Gelsenkirchen, Hydrier-Anlage der Gelsenberg-Benzin AG, Zentralkokerei von Mannesmann) und Straßenaufnahmen.
Der Film wird in Gelsenkirchen, wo die letzte verbliebene 35-mm-Kopie Filmkopie aufbewahrt wird, in regelmäßigen Abständen gezeigt.
Die Aufnahmen in Düsseldorf fanden um und in dem Phoenix-Rheinrohr-Hochhaus (später Thyssenhaus, seit 2010 Dreischeibenhaus) statt, der Schriftzug „Phoenix-Rheinrohr“ ist in einer Einstellung zu sehen.

## Kritiken
- Friedrich Luft schrieb für Die Welt am 5. Juli 1961, der Film sei ein Gewitter. Er wolle der Stille eine Stätte bereiten und kenne selber die Stille nicht. Er wolle atmen lehren und sei selbst dauernd außer Atem. Er stehe sich vor lauter Eifer in der letzten Vollendung selbst im Wege. Er übernehme sich am Ende tragisch selbst.
- Lexikon des internationalen Films: „Nach seinem aufsehenerregenden Kinodebüt ‚Die Brücke‘ 1959 versucht sich Bernhard Wicki mit nur begrenztem Erfolg im Genre der Gesellschaftssatire. Die Romanvorlage wird als tumultartiges Spektakel inszeniert, das viele Seitenhiebe auf Geschäftemacherei, Pharisäertum und scheinheilige Wirtschaftswundermentalität enthält, die filmische Dramaturgie durch die Fülle der Ideen und Pointen jedoch überfordert.“[6]

## Auszeichnungen
- 1961, Internationale Filmfestspiele Berlin 1961: Silberner Bär für Bernhard Wicki in der Kategorie Bester Regisseur
- 1961, Preis der deutschen Filmkritik: Goldene Muschel mit Perle für Richard Münch als Darsteller
- 1961, Bambi für den künstlerisch wertvollsten deutschsprachigen Film
- 1962, Deutscher Filmpreis: Gold für Richard Münch als Darsteller
- 1962, Deutscher Filmpreis: Gold für Otto Pischinger und Ernst Schomer (Produktionsdesign)
- 1962, Deutscher Filmpreis: Silber in der Kategorie Bester Film
- 1963, Internationales Filmfestival Valladolid: Preis für Bernhard Wicki